# Runnymede

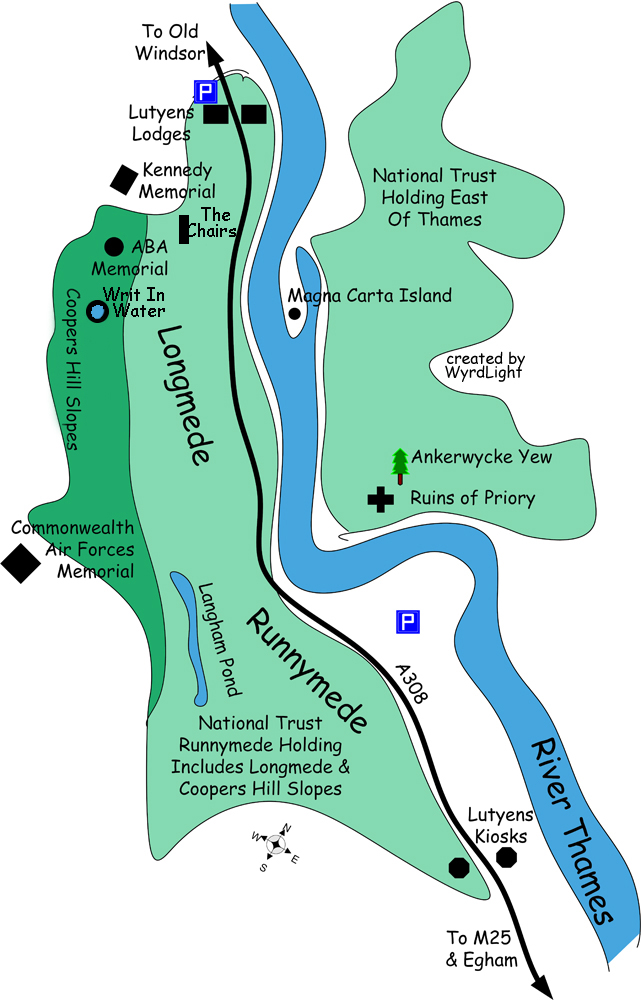
Mapa de Runnymede

Runnymede és un prat humit situat a ambdues ribes del Tàmesi, al seu pas pel comtat de Surrey (Anglaterra); a uns 32 km al sud-oest de Londres. És famós per ser el lloc on es va redactar la Carta Magna el 1215. Al voltant d'aquesta àrea es va crear el 1974 el districte homònim (Runnymee borough), amb una àrea de 78 km², que agrupa administrativament una població dispersa que en total era de 84.584 habitants en el darrer cens.

## Topografia
Runnymede és un prat, el territori del qual és de propietat pública i la seva gestió depèn del National Trust. L'àrea inclou un tram de la carretera A308. Hi ha una franja estreta de terreny entre la carretera i l'oest del riu que s'anomena Yard Mede i una mica més enllà hi ha una zona d'esbarjo amb zona d'aparcament per a vehicles, una petita zona residencial i un hotel.
Geogràficament, es descriu aquesta zona com la terra baixa de la conca hidrogràfica del Tàmesi, fronterera a les zones urbanes. Es tracta d'una vall lleugerament ondulada amb camps que tenen petits boscos dispersos, aiguamolls, prats i zones de landes. És considerat lloc d'especial interès científic.
L'organisme encarregat de la seva conservació el divideix en dues àrees:
- 188 acres (0,76 km²) donats el 1929, establerts darrere una estreta franja de parc a la vora del riu amb bancs situats de tant en tant amb zona d'aparcament i descans per a conductors;
- 110 acres (0,45 km²) de boscos d'arbres de fulla ampla situats en els vessants del turó Cooper's Hill, donats el 1963 pel desaparegut Consell del Districte Urbà d'Egham.

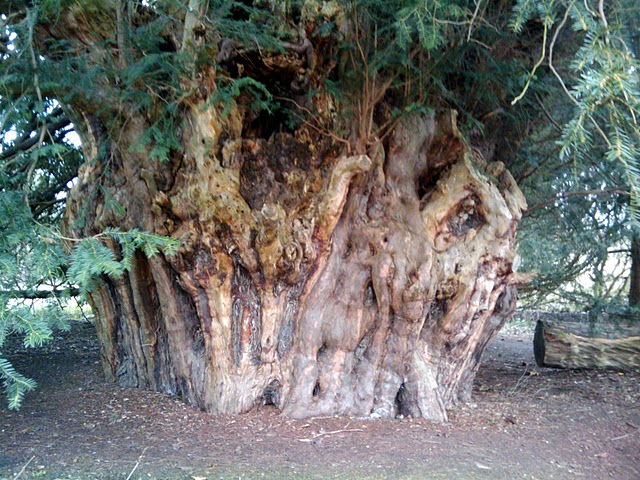
El teix mil·lenari d'Ankerwycke, que té un perímetre de 8 m i una edat entre 1.400 i 2.500.

Long Mede és una subdivisió de Runnymede, situat al nord en direcció a Old Windsor, que s'ha fet servir des de fa segles per proveir de farratge sec de bona qualitat per alimentar el bestiar. Dins el territori municipal d'Egham s'ha construït un monument en record que en el prat de Runnymede es va redactar el 1215 la Carta Magna, encara que aquest esdeveniment sembla que va passar dins el riu, en l'illa anomenada Magna Carta Island. A prop d'aquesta illa (que en realitat és una península), cap al nord-est de la plana humida a la banda est del riu, l'indret rep el nom d'Ankerwycke, on hi ha les ruïnes del segle xii del Priorat de santa Maria i un teix mil·lenari. El Tàmesi canvia de direcció aquí. Tota aquesta secció va ser adquirida pel National Trust el 1998. A Runnymde hi ha diversos jardins botànics que es poden visitar.

## Història
Els esdeveniments històrics de Runnymede han estat influïts per l'existència d'una via romana que travessava el riu a prop de Staines-upon-Thames.
El nom de Runnymede podria derivar d'un terme anglosaxó runieg, que vol dir «trobada» o «lloc de reunions», mentre que mede és una variant de la paraula meadow («prat»), tot junt descriu un lloc al prat on es feien assemblees de forma periòdica. La Witan o Witenagemot era l'assemblea convocada pels reis anglosaxons, que va funcionar entre els segles VII i XI i es va fer servir aquest lloc per a fer-les des de l'època d'Alfred el Gran. Aquesta assemblea es feia a camp obert i el lloc era escollit perquè era prou gran per acampar tots els senyors feudals i les respectives escortes.
El 1215 els barons es van revoltar contra el rei Joan sense Terra perquè governava massa despòticament i li van exigir que els tingués en compte, com havien fet els reis anglosaxons quan convocaven la Witenagemot. El rei va acceptar trobar-se amb ells en aquest lloc, que era un territori neutral a mig camí entre el castell de Windsor i Staines, una de les ciutats fortes dels rebels. De les negociacions d'aquesta trobada va sorgir la Carta Magna.
El 1852 dos francesos van escollir aquest lloc per batre's en duel, sembla que el darrer abans que fos abolida aquesta pràctica. Aquesta història va ser recollida en una pel·lícula de curta durada titulada The Last Duel, que fou guardonada el 2011.
Cara Rogers Broughton, una vídua nascuda als EUA, era la propietària d'aquestes terres quan el 1929 les va donar al National Trust. El seu marit era britànic i havia estat membre del Parlament. El rei Jordi V del Regne Unit, en agraïment, va concedir títol nobiliari als fills d'aquesta dona: baró de Fairhaven. El monarca va dir que el fet que una americana donés per a ús públic el lloc on s'havia redactat la Carta Magna era també un homenatge vers aquest document, ja que el sistema democràtic d'aquell país és hereu dels principis establerts en aquesta llei.
Entre el 2012 i el 2015 Cooper's Hill va ser ocupat per un grup d'antisistema que s'hi van establir amb tendes i cabanes fetes per ells mateixos i van autoproclamar la creació d'una comunitat ecologista: "Runnymede Eco Village". Actualment, hi viuen unes 40 persones, algunes són grups familiars, i ocupen uns 4 acres en la zona boscosa. Fan servir material procedent de reciclate, fan servir energia solar per generar electricitat, estufes de llenya per escalfar-se, conreen alguns vegetals per alimentar-se i crien gallines i oques amb el mateix objectiu. El lloc queda una mica amagat de la vista pels arbres. Es fan dir diggers, el mateix nom que es va donar als membres d'un grup religiós protestants el segle xvii que defensaven la vida agrària. S'han interposat dues denúncies davant els jutjats per fer-los fora, però no han tingut èxit.

## Monuments i llocs d'interès
- Memorial a Urban H. Broughton, enginyer i membre del parlament, propietari dels terrenys.
- Air Forces Memorial: Monument als membres de les forces aèries dels exèrcits aliats caiguts en combat durant la Segona Guerra Mundial.
- Memorial a John F. Kennedy, president dels EUA que fou assassinat.
- Monument a la Carta Magna, en forma de temple circular clàssic amb un monòlit al centre que té una inscripció commemorativa. Va ser creat per la Plantilla:Plytonic una fundació defensora de la llibertat i la justícia i inaugurat el 18 de juliol del 1957, en una cerimònia que van assistir jutges americans.
- Ceremonial Tree Plantings o monument de la plantada d'arbres. El 1987 e duc de Kent David K. Diebold, va plantar un roure i el primer ministre de l'Índia Narismha Rao un altre, en homenatge a la Carta Magna. El mateix any la reina Elsabet II en va plantar dos més i un altre John O. Marsh, secretari de l'exèrcit britànic.
- The Jurors, un grup escultòric de bronze que representa uns seients, ja que aquest va ser antigament un lloc d'assemblees, obra de Hew Locke.
- Cooper's Hill House, una casa molt gran que va ser la seu del Col·legi d'Enginyers Indis; en temps de guerra va ser l'Oficina Central de Correus, després un centre educatiu de belles arts anomenat Shoreditch College i més recentment va ser una escola de disseny, la Brunel University, que posteriorment s'ha traslladat a Uxbridge.
- L'Estany de Lagham

## Galeria d'imatges
- Memorial a Urban H. Broughton
- Air Forces Memorial
- Memorial a John F. Kennedy
- Monument a la Carta Magna
- Ceremonial Tree Plantings
- The Jurors
- l'estany de Langham